# KU Hydrae
KU Hydrae (HD 81009) är en dubbelstjärna belägen i den mellersta delen av stjärnbilden Vattenormen. Den har en skenbar magnitud av ca 6,75 och kräver en handkikare eller ett mindre teleskop för att kunna observeras. Baserat på parallaxmätning inom Hipparcosuppdraget på ca 6,92 mas beräknas den befinna sig på ett avstånd av ca 470 ljusår (ca 140 parsec) från solen. Den rör sig bort från solen med en heliocentrisk radialhastighet av ca 29 km/s.

## Observation
Stjärnan upptäcktes vara en visuell dubbelstjärna av Robert Grant Aitken 1906 och fick dubbelstjärnans beteckning A 1342. Ytterligare mätningar av positionsvinkeln och vinkelseparationen visade en snabb omloppsrörelse.

## Egenskaper

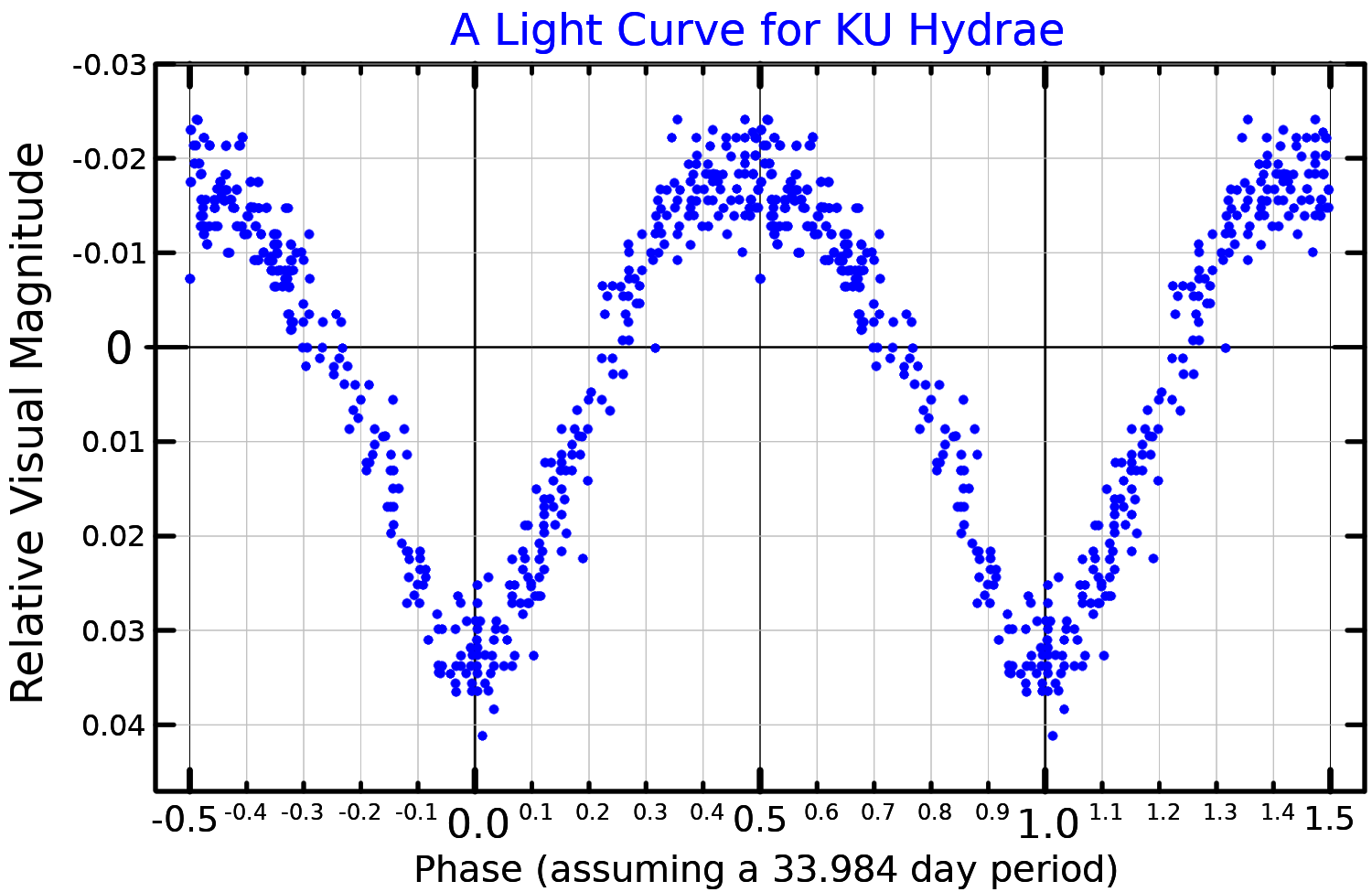
Ljuskurva i visuella bandet för KU Hydrae anpassad efter Adelman (2006)

Primärstjärnan KU Hydrae A är en vit till blå stjärna av spektralklass Ap EuCrSr, som är en Alfa2 Canum Venaticorum-variabel vars skenbara magnitud varierar med 0,05 magnitud med en period av 33,97 dygn. Den har, liksom följeslagaren KU Hydrae B, en massa av ca 2 solmassor. Stjärnorna cirkulerar kring varandra i en bana med halv storaxel av 0,169 bågsekund och excentricitet 0,0748 med en omloppsperiod av 52,98 år.